# Dubivskîi
Dubivskîi (în ucraineană Дубівський) este o așezare de tip urban din orașul regional Antrațît, regiunea Luhansk, Ucraina. În afara localității principale, mai cuprinde și satul Orihove.

## Demografie
Componența lingvistică a așezării de tip urban Dubivskîi
     Rusă (85,54%)
     Ucraineană (14,2%)
     Alte limbi (0,18%)
Conform recensământului din 2001, majoritatea populației așezării de tip urban Dubivskîi era vorbitoare de rusă (85,54%), existând în minoritate și vorbitori de ucraineană (14,2%).